# Behendiaćka Pastil
Behendiaćka Pastil (ukr. Бегендяцька Пастіль) – wieś na Ukrainie, w obwodzie zakarpackim, w rejonie wielkoberezieńskim. W 2001 roku liczyła 206 mieszkańców. Podlega pod radę wiejską Roztoćka Pastil.